# Asthenes virgata
Cesteiro-de-junín ou lenheiro-de-junim (Asthenes virgata) é uma espécie de ave da família Furnariidae.
É endémica de Peru.
Os seus habitats naturais são: campos rupestres subtropicais ou tropicais.